# F3 giapponese 2007
La stagione 2007 della F3 giapponese ha avuto inizio il 30 marzo sul circuito del Fuji e si è conclusa il 30 ottobre sul circuito di Motegi dopo 20 gare in 9 appuntamenti (gara doppia o tripla per ogni week-end) sui principali circuiti giapponesi.
Il campionato, che ha visto sfidarsi 14 piloti per 8 diversi team, ha avuto come vincitore Kazuya Oshima al volante di una Tom's. Il pilota giapponese divenne Campione nonostante avesse fatto segnare meno punti in totale rispetto al brasiliano Roberto Streit, in quanto erano considerati validi solamente i migliori sedici risultati fatti segnare da ciascun pilota.

## Piloti 2007
| Scuderia          | Vettura      | Numero | Pilota            | Gare      |
| ----------------- | ------------ | ------ | ----------------- | --------- |
| Tom's             | Dallara F306 | 1      | Oliver Jarvis     | tutte     |
| Honda Toda Racing | Dallara F307 | 2      | Yuki Nakayama     | tutte     |
| INGING            | Dallara F306 | 3      | Roberto Streit    | tutte     |
| Honda Team Real   | Dallara F307 | 10     | Koudai Tsukakoshi | tutte     |
| Honda Team Real   | Dallara F307 | 11     | Takuya Izawa      | tutte     |
| Three Bond        | Dallara F307 | 12     | Marko Asmer       | 1-4, 7-10 |
| Three Bond        | Dallara F307 | 12     | Ben Clucas        | 5-6       |
| Three Bond        | Dallara F307 | 12     | Taku Banba        | 11-15     |
| Three Bond        | Dallara F306 | 14     | Hironobu Yasuda   | Tutte     |
| Shion             | Dallara F306 | 16     | Motoaki Ishikawa  | Tutte     |
| Hiroshima Team    | Dallara F305 | 33     | Yuhi Sekiguchi    | Tutte     |
| Tom's             | Dallara F306 | 36     | Kazuya Oshima     | Tutte     |
| Tom's             | Dallara F307 | 37     | Hiroaki Ishiura   | Tutte     |
| Le Beausset       | Dallara F306 | 62     | Kōki Saga         | Tutte     |

## Gare

### 01.Fuji(Giappone) (30 marzo-1º aprile 2007)
Ordine d'arrivo gara 1: (15 giri per un totale di 68,235 km)
Polesitter: Kazuya Oshima () (Dallara 307 - Toyota - Tom's) in 1'35.212
1. Oliver Jarvis () (Dallara 307 - Toyota - Tom's) in 24'30.497
2. Hiroaki Ishiura () (Dallara 307 - Toyota - Tom's) a 3"973
3. Kazuya Oshima () (Dallara 307 - Toyota - Tom's) a 5"095
4. Roberto Streit () (Dallara 306 - Toyota - Inging) a 10"463
5. Yuhi Sekiguchi () (Dallara 305 - Toyota - Hiroshima) a 12"862
6. Marko Asmer () (Dallara 307 - Nissan - Three Bond) a 13"802
7. Koudai Tsukakoshi () (Dallara 307 - Honda - Honda) a 16"404
8. Hironobu Yasuda () (Dallara 306 - Nissan - Three Bond) a 21"263
9. Kōki Saga () (Dallara 306 - Toyota - Le Beausset) a 26"262
10. Motoaki Ishikawa () (Dallara 306 - Toyota - Shion) a 1 giro

Ordine d'arrivo gara 2: (21 giri per un totale di 95,529 km)
Pole position: Kazuya Oshima () (Dallara 307 - Toyota - Tom's) in 1'35"173
1. Kazuya Oshima () (Dallara 307 - Toyota - Tom's) in 34'24.467
2. Roberto Streit () (Dallara 306 - Toyota - Inging) a 4"910
3. Oliver Jarvis () (Dallara 307 - Toyota - Tom's) a 8"255
4. Hiroaki Ishiura () (Dallara 307 - Toyota - Tom's) a 10"718
5. Koudai Tsukakoshi () (Dallara 307 - Honda - Honda) a 18"862
6. Marko Asmer () (Dallara 307 - Nissan - Three Bond) a 19"741
7. Hironobu Yasuda () (Dallara 306 - Nissan - Three Bond) a 29"726
8. Takuya Izawa () (Dallara 307 - Honda - Toda) a 32"733
9. Yuhi Sekiguchi () (Dallara 305 - Toyota - Hiroshima) a 34"415
10. Kōki Saga () (Dallara 306 - Toyota - Le Beausset) a 49"030
11. Yuki Nakayama () (Dallara 307 - Honda - Toda) a 1 giro

### 02.Suzuka(Giappone) (13-14 aprile 2007)
Ordine d'arrivo gara 1: (12 giri)
Pole position: Kazuya Oshima () (Dallara 307 - Toyota - Tom's) in 1'54"235
1. Kazuya Oshima () (Dallara 307 - Toyota - Tom's) in 23'13"714
2. Oliver Jarvis () (Dallara 307 - Toyota - Tom's) a 4"680
3. Roberto Streit () (Dallara 306 - Toyota - Inging) a 7"384
4. Hiroaki Ishiura () (Dallara 307 - Toyota - Tom's) a 8"958
5. Koudai Tsukakoshi () (Dallara 307 - Honda - Honda) a 16"841
6. Yuhi Sekiguchi () (Dallara 305 - Toyota - Hiroshima) a 22"470
7. Takuya Izawa () (Dallara 307 - Honda - Toda) a 23"679
8. Kōki Saga () (Dallara 306 - Toyota - Le Beausset) a 29"255
9. Marko Asmer () (Dallara 307 - Nissan - Three Bond) a 49"396
10. Yuki Nakayama () (Dallara 307 - Honda - Toda) a 1'06"625
11. Motoaki Ishikawa () (Dallara 306 - Toyota - Shion) a 1'31"870

Ordine d'arrivo gara 2: (17 giri)
Pole position: Roberto Streit () (Dallara 306 - Toyota - Inging) in 1'54"187
1. Roberto Streit () (Dallara 306 - Toyota - Inging) in 33'05"266
2. Hiroaki Ishiura () (Dallara 307 - Toyota - Tom's) a 1"716
3. Oliver Jarvis () (Dallara 307 - Toyota - Tom's) a 3"938
4. Kazuya Oshima () (Dallara 307 - Toyota - Tom's) a 4"653
5. Marko Asmer () (Dallara 307 - Nissan - Three Bond) a 17"691
6. Koudai Tsukakoshi () (Dallara 307 - Honda - Honda) a 18"614
7. Yuhi Sekiguchi () (Dallara 305 - Toyota - Hiroshima) a 24"946
8. Takuya Izawa () (Dallara 307 - Honda - Toda) a 30"567
9. Hironobu Yasuda () (Dallara 306 - Nissan - Three Bond) a 33"387
10. Kōki Saga () (Dallara 306 - Toyota - Le Beausset) a 46"343
11. Yuki Nakayama () (Dallara 307 - Honda - Toda) a 48"706
12. Motoaki Ishikawa () (Dallara 306 - Toyota - Shion) a 1'51"705

### 03.Motegi(Giappone) (19-20 maggio 2007)
Ordine d'arrivo gara 1: (14 giri)
Pole position: Koudai Tsukakoshi () (Dallara 307 - Honda - Honda) in 1'47"622
1. Oliver Jarvis () (Dallara 307 - Toyota - Tom's) in 25'13"870
2. Roberto Streit () (Dallara 306 - Toyota - Inging) a 4"165
3. Koudai Tsukakoshi () (Dallara 307 - Honda - Honda) a 7"808
4. Hiroaki Ishiura () (Dallara 307 - Toyota - Tom's) a 9"103
5. Takuya Izawa () (Dallara 307 - Honda - Toda) a 13"062
6. Kazuya Oshima () (Dallara 307 - Toyota - Tom's) a 13"594
7. Yuhi Sekiguchi () (Dallara 305 - Toyota - Hiroshima) a 21"801
8. Ben Clucas () (Dallara 307 - Nissan - Three Bond) a 22"242
9. Hironobu Yasuda () (Dallara 306 - Nissan - Three Bond) a 23"392
10. Yuki Nakayama () (Dallara 307 - Honda - Toda) a 30"107
11. Kōki Saga () (Dallara 306 - Toyota - Le Beausset) a 42"035
12. Motoaki Ishikawa () (Dallara 306 - Toyota - Shion) a 1'17"250

Ordine d'arrivo gara 2: (20 giri)
Pole position: Oliver Jarvis () (Dallara 307 - Toyota - Tom's) in 1'46"512
1. Roberto Streit () (Dallara 306 - Toyota - Inging) in36'24"945
2. Hiroaki Ishiura () (Dallara 307 - Toyota - Tom's) a 2"940
3. Takuya Izawa () (Dallara 307 - Honda - Toda) a 6"536
4. Koudai Tsukakoshi () (Dallara 307 - Honda - Honda) a 9"352
5. Oliver Jarvis () (Dallara 307 - Toyota - Tom's) a 10"339
6. Ben Clucas () (Dallara 307 - Nissan - Three Bond) a 26"995
7. Yuhi Sekiguchi () (Dallara 305 - Toyota - Hiroshima) a 27"914
8. Hironobu Yasuda () (Dallara 306 - Nissan - Three Bond) a 28"452
9. Kazuya Oshima () (Dallara 307 - Toyota - Tom's) a 33"614
10. Kōki Saga () (Dallara 306 - Toyota - Le Beausset) a 47"220
11. Motoaki Ishikawa () (Dallara 306 - Toyota - Shion) a 1'44"823

### 04.Okayama(Giappone) (9-10 giugno 2007)
Ordine d'arrivo gara 1: (18 giri)
Pole position: Hiroaki Ishiura () (Dallara 307 - Toyota - Tom's) in 1'25"178
1. Hiroaki Ishiura () (Dallara 307 - Toyota - Tom's) in 25'56"643
2. Oliver Jarvis () (Dallara 307 - Toyota - Tom's) a 4"917
3. Koudai Tsukakoshi () (Dallara 307 - Honda - Honda) a 10"046
4. Roberto Streit () (Dallara 306 - Toyota - Inging) a 11"881
5. Takuya Izawa () (Dallara 307 - Honda - Toda) a 15"201
6. Yuhi Sekiguchi () (Dallara 305 - Toyota - Hiroshima) a 19"082
7. Kazuya Oshima () (Dallara 307 - Toyota - Tom's) a 21"408
8. Hironobu Yasuda () (Dallara 306 - Nissan - Three Bond) a 23"856
9. Kōki Saga () (Dallara 306 - Toyota - Le Beausset) a 35"033
10. Yuki Nakayama () (Dallara 307 - Honda - Toda) a 35"913
11. Marko Asmer () (Dallara 307 - Nissan - Three Bond) a 37"769
12. Motoaki Ishikawa () (Dallara 306 - Toyota - Shion) a 1'20"622

Ordine d'arrivo gara 2: (25 giri)
Pole position: Hiroaki Ishiura () (Dallara 307 - Toyota - Tom's) in 1'24"879
1. Koudai Tsukakoshi () (Dallara 307 - Honda - Honda) in 44'46"916
2. Kazuya Oshima () (Dallara 307 - Toyota - Tom's) a 7"738
3. Roberto Streit () (Dallara 306 - Toyota - Inging) a 1'09"988
4. Takuya Izawa () (Dallara 307 - Honda - Toda) a 1'10"408
5. Oliver Jarvis () (Dallara 307 - Toyota - Tom's) a 1'10"546
6. Yuhi Sekiguchi () (Dallara 305 - Toyota - Hiroshima) a 1'13"271
7. Hiroaki Ishiura () (Dallara 307 - Toyota - Tom's) a 1'13"835
8. Marko Asmer () (Dallara 307 - Nissan - Three Bond) a 1'26"367
9. Kōki Saga () (Dallara 306 - Toyota - Le Beausset) a 1'30"671
10. Hironobu Yasuda () (Dallara 306 - Nissan - Three Bond) a 1 giro
11. Yuki Nakayama () (Dallara 307 - Honda - Toda) a 1 giro
12. Motoaki Ishikawa () (Dallara 306 - Toyota - Shion) a 2 giri

### 05.Suzuka(Giappone) (7-8 luglio 2007)
Ordine d'arrivo gara 1: (12 giri)
Pole position: Roberto Streit () (Dallara 306 - Toyota - Inging) in 2'07"623
1. Roberto Streit () (Dallara 306 - Toyota - Inging) in 23'41"453
2. Kazuya Oshima () (Dallara 307 - Toyota - Tom's) a 0"542
3. Koudai Tsukakoshi () (Dallara 307 - Honda - Honda) a 2"683
4. Oliver Jarvis () (Dallara 307 - Toyota - Tom's) a 8"981
5. Hironobu Yasuda () (Dallara 306 - Nissan - Three Bond) a 15"892
6. Marko Asmer () (Dallara 307 - Nissan - Three Bond) a 18"039
7. Yuhi Sekiguchi () (Dallara 305 - Toyota - Hiroshima) a 19"283
8. Yuki Nakayama () (Dallara 307 - Honda - Toda) a 27"021
9. Takuya Izawa () (Dallara 307 - Honda - Toda) a 27"779
10. Hiroaki Ishiura () (Dallara 307 - Toyota - Tom's) a 32"658
11. Motoaki Ishikawa () (Dallara 306 - Toyota - Shion) a 1'15"901
12. Kōki Saga () (Dallara 306 - Toyota - Le Beausset) a 2 giri

Ordine d'arrivo gara 2: (17 giri)
Pole position: Koudai Tsukakoshi () (Dallara 307 - Honda - Honda) in 2'00"921
1. Koudai Tsukakoshi () (Dallara 307 - Honda - Honda) in 33'50"129
2. Oliver Jarvis () (Dallara 307 - Toyota - Tom's) a 1"906
3. Kazuya Oshima () (Dallara 307 - Toyota - Tom's) a 2"485
4. Roberto Streit () (Dallara 306 - Toyota - Inging) a 13"541
5. Yuhi Sekiguchi () (Dallara 305 - Toyota - Hiroshima) a 19"820
6. Takuya Izawa () (Dallara 307 - Honda - Toda) a 20"344
7. Hironobu Yasuda () (Dallara 306 - Nissan - Three Bond) a 21"125
8. Hiroaki Ishiura () (Dallara 307 - Toyota - Tom's) a 21"631
9. Yuki Nakayama () (Dallara 307 - Honda - Toda) a 37"939
10. Kōki Saga () (Dallara 306 - Toyota - Le Beausset) a 44"580
11. Motoaki Ishikawa () (Dallara 306 - Toyota - Shion) a 1'39"834

### 06.Autopolis(Giappone) (4-5 agosto 2007)
Ordine d'arrivo gara 1: (14 giri)
Pole position: Roberto Streit () (Dallara 306 - Toyota - Inging) in 1'43"955
1. Roberto Streit () (Dallara 306 - Toyota - Inging) in 24'41"820
2. Oliver Jarvis () (Dallara 307 - Toyota - Tom's) a 1"731
3. Kazuya Oshima () (Dallara 307 - Toyota - Tom's) a 3"223
4. Takuya Izawa () (Dallara 307 - Honda - Toda) a 16"548
5. Koudai Tsukakoshi () (Dallara 307 - Honda - Honda) a 17"695
6. Hiroaki Ishiura () (Dallara 307 - Toyota - Tom's) a 18"889
7. Yuhi Sekiguchi () (Dallara 305 - Toyota - Hiroshima) a 21"848
8. Hironobu Yasuda () (Dallara 306 - Nissan - Three Bond) a 23"496
9. Yuki Nakayama () (Dallara 307 - Honda - Toda) a 26"738
10. Kōki Saga () (Dallara 306 - Toyota - Le Beausset) a 34"588
11. Tako Banba () (Dallara 307 - Nissan - Three Bond) a 36"222
12. Motoaki Ishikawa () (Dallara 306 - Toyota - Shion) a 1'35"617

Ordine d'arrivo gara 2: (20 giri)
Pole position: Kazuya Oshima () (Dallara 307 - Toyota - Tom's) in 1'43"131
1. Roberto Streit () (Dallara 306 - Toyota - Inging) in 35'24"422
2. Kazuya Oshima () (Dallara 307 - Toyota - Tom's) a 1"506
3. Oliver Jarvis () (Dallara 307 - Toyota - Tom's) a 2"498
4. Takuya Izawa () (Dallara 307 - Honda - Toda) a 12"397
5. Koudai Tsukakoshi () (Dallara 307 - Honda - Honda) a 13"468
6. Yuhi Sekiguchi () (Dallara 305 - Toyota - Hiroshima) a 18"438
7. Hironobu Yasuda () (Dallara 306 - Nissan - Three Bond) a 23"252
8. Yuki Nakayama () (Dallara 307 - Honda - Toda) a 30"053
9. Tako Banba () (Dallara 307 - Nissan - Three Bond) a 38"766
10. Kōki Saga () (Dallara 306 - Toyota - Le Beausset) a 1'05"167
11. Hiroaki Ishiura () (Dallara 307 - Toyota - Tom's) a 1 giro

Ordine d'arrivo gara 3: (20 giri)
Pole position: Kazuya Oshima () (Dallara 307 - Toyota - Tom's) in 1'43"150
1. Kazuya Oshima () (Dallara 307 - Toyota - Tom's) in 35'28"427
2. Oliver Jarvis () (Dallara 307 - Toyota - Tom's) a 1"287
3. Takuya Izawa () (Dallara 307 - Honda - Toda) a 14"614
4. Hiroaki Ishiura () (Dallara 307 - Toyota - Tom's) a 15"525
5. Yuhi Sekiguchi () (Dallara 305 - Toyota - Hiroshima) a 34"128
6. Roberto Streit () (Dallara 306 - Toyota - Inging) a 35"185
7. Yuki Nakayama () (Dallara 307 - Honda - Toda) a 40"990
8. Kōki Saga () (Dallara 306 - Toyota - Le Beausset) a 49"130
9. Tako Banba () (Dallara 307 - Nissan - Three Bond) a 49"867
10. Hironobu Yasuda () (Dallara 306 - Nissan - Three Bond) a 1'02"079
11. Motoaki Ishikawa () (Dallara 306 - Toyota - Shion) a 1 giro

### 07.Fuji(Giappone) (25-26 agosto 2007)
Ordine d'arrivo gara 1: (15 giri)
Pole position: Kazuya Oshima () (Dallara 307 - Toyota - Tom's) in 1'37"582
1. Kazuya Oshima () (Dallara 307 - Toyota - Tom's) in 24'23"435
2. Koudai Tsukakoshi () (Dallara 307 - Honda - Honda) a 10"102
3. Oliver Jarvis () (Dallara 307 - Toyota - Tom's) a 10"945
4. Takuya Izawa () (Dallara 307 - Honda - Toda) a 18"341
5. Roberto Streit () (Dallara 306 - Toyota - Inging) a 19"055
6. Hiroaki Ishiura () (Dallara 307 - Toyota - Tom's) a 19"633
7. Hironobu Yasuda () (Dallara 306 - Nissan - Three Bond) a 23"668
8. Yuhi Sekiguchi () (Dallara 305 - Toyota - Hiroshima) a 25"851
9. Tako Banba () (Dallara 307 - Nissan - Three Bond) a 34"935
10. Kōki Saga () (Dallara 306 - Toyota - Le Beausset) a 46"833
11. Yuki Nakayama () (Dallara 307 - Honda - Toda) a 50"704
12. Motoaki Ishikawa () (Dallara 306 - Toyota - Shion) a 1'36"908

Ordine d'arrivo gara 2: (21 giri)
Pole position: Kazuya Oshima () (Dallara 307 - Toyota - Tom's) in 1'37"659
1. Kazuya Oshima () (Dallara 307 - Toyota - Tom's) in 34'33"494
2. Koudai Tsukakoshi () (Dallara 307 - Honda - Honda) a 6"615
3. Oliver Jarvis () (Dallara 307 - Toyota - Tom's) a 10"330
4. Roberto Streit () (Dallara 306 - Toyota - Inging) a 14"343
5. Hiroaki Ishiura () (Dallara 307 - Toyota - Tom's) a 17"992
6. Takuya Izawa () (Dallara 307 - Honda - Toda) a 21"757
7. Hironobu Yasuda () (Dallara 306 - Nissan - Three Bond) a 27"112
8. Tako Banba () (Dallara 307 - Nissan - Three Bond) a 40"631
9. Yuki Nakayama () (Dallara 307 - Honda - Toda) a 50"424
10. Kōki Saga () (Dallara 306 - Toyota - Le Beausset) a 1'15"117
11. Motoaki Ishikawa () (Dallara 306 - Toyota - Shion) a 1 giro
12. Yuhi Sekiguchi () (Dallara 305 - Toyota - Hiroshima) a 2 giri

### 08.Sendai(Giappone) (6-7 ottobre 2007)
Ordine d'arrivo gara 1: (17 giri)
Pole position: Roberto Streit () (Dallara 306 - Toyota - Inging) in 1'37"466
1. Roberto Streit () (Dallara 306 - Toyota - Inging) in 28'05"460
2. Hiroaki Ishiura () (Dallara 307 - Toyota - Tom's) a 1"744
3. Oliver Jarvis () (Dallara 307 - Toyota - Tom's) a 4"378
4. Hironobu Yasuda () (Dallara 306 - Nissan - Three Bond) a 22"072
5. Yuki Nakayama () (Dallara 307 - Honda - Toda) a 26"619
6. Koudai Tsukakoshi () (Dallara 307 - Honda - Honda) a 30"072
7. Kōki Saga () (Dallara 306 - Toyota - Le Beausset) a 46"188
8. Motoaki Ishikawa () (Dallara 306 - Toyota - Shion) a 1 giro

Ordine d'arrivo gara 2: (24 giri)
Pole position Oliver Jarvis () (Dallara 307 - Toyota - Tom's) in 1'37"475
1. Oliver Jarvis () (Dallara 307 - Toyota - Tom's) in 39'40"791
2. Hiroaki Ishiura () (Dallara 307 - Toyota - Tom's) a 10"039
3. Kazuya Oshima () (Dallara 307 - Toyota - Tom's) a 15"995
4. Roberto Streit () (Dallara 306 - Toyota - Inging) a 17"096
5. Takuya Izawa () (Dallara 307 - Honda - Toda) a 23"835
6. Yuhi Sekiguchi () (Dallara 305 - Toyota - Hiroshima) a 32"153
7. Yuki Nakayama () (Dallara 307 - Honda - Toda) a 44"992
8. Koudai Tsukakoshi () (Dallara 307 - Honda - Honda) a 45"456
9. Kōki Saga () (Dallara 306 - Toyota - Le Beausset) a 1'15"544
10. Hironobu Yasuda () (Dallara 306 - Nissan - Three Bond) a 1 giro
11. Motoaki Ishikawa () (Dallara 306 - Toyota - Shion) a 1 giro

Ordine d'arrivo gara 3: (24 giri)
Pole position: Hiroaki Ishiura () (Dallara 307 - Toyota - Tom's)
1. Hiroaki Ishiura () (Dallara 307 - Toyota - Tom's) in 39'33"020
2. Oliver Jarvis () (Dallara 307 - Toyota - Tom's) a 4"243
3. Roberto Streit () (Dallara 306 - Toyota - Inging) a 9"665
4. Koudai Tsukakoshi () (Dallara 307 - Honda - Honda) a 10"420
5. Yuhi Sekiguchi () (Dallara 305 - Toyota - Hiroshima) a 24"603
6. Hironobu Yasuda () (Dallara 306 - Nissan - Three Bond) a 30"575
7. Takuya Izawa () (Dallara 307 - Honda - Toda) a 54"253
8. Kōki Saga () (Dallara 306 - Toyota - Le Beausset) a 1'15"234
9. Motoaki Ishikawa () (Dallara 306 - Toyota - Shion) a 1 giro

### 09.Motegi(Giappone) (20-21 ottobre 2007)
Ordine d'arrivo gara 1: (14 giri)
Pole position: Roberto Streit () (Dallara 306 - Toyota - Inging) in 1'47"003
1. Roberto Streit () (Dallara 306 - Toyota - Inging) in 25'11"043
2. Kazuya Oshima () (Dallara 307 - Toyota - Tom's) a 0"354
3. Oliver Jarvis () (Dallara 307 - Toyota - Tom's) a 0"973
4. Hiroaki Ishiura () (Dallara 307 - Toyota - Tom's) a 3"127
5. Koudai Tsukakoshi () (Dallara 307 - Honda - Honda) a 10"199
6. Hironobu Yasuda () (Dallara 306 - Nissan - Three Bond) a 11"738
7. Yuhi Sekiguchi () (Dallara 305 - Toyota - Hiroshima) a 23"201
8. Kōki Saga () (Dallara 306 - Toyota - Le Beausset) a 32"609
9. Motoaki Ishikawa () (Dallara 306 - Toyota - Shion) a 1'15"302

Ordine d'arrivo gara 2: (20 giri)
Pole position: Kazuya Oshima () (Dallara 307 - Toyota - Tom's) in 1'45"983
1. Kazuya Oshima () (Dallara 307 - Toyota - Tom's) in 35'53"867
2. Yuhi Sekiguchi () (Dallara 305 - Toyota - Hiroshima) a 9"586
3. Hiroaki Ishiura () (Dallara 307 - Toyota - Tom's) a 10"301
4. Hironobu Yasuda () (Dallara 306 - Nissan - Three Bond) a 17"715
5. Roberto Streit () (Dallara 306 - Toyota - Inging) a 31"785
6. Takuya Izawa () (Dallara 307 - Honda - Toda) a 38"515
7. Yuki Nakayama () (Dallara 307 - Honda - Toda) a 41"923
8. Koudai Tsukakoshi () (Dallara 307 - Honda - Honda) a 42"331
9. Motoaki Ishikawa () (Dallara 306 - Toyota - Shion) a 1'41"478

## Classifica generale
(legenda) (I risultati in grassetto indicano la pole position, quelli in corsivo il giro più veloce)
Sistema di punteggio: 20-15-12-10-8-6-4-3-2-1; un punto veniva attribuito anche all'autore della pole position e del giro più veloce in gara.
| Pos. | Pilota            | Fuji | Fuji | Suzuka | Suzuka | Motegi | Motegi | Aida | Aida | Suzuka | Suzuka | Autopolis | Autopolis | Autopolis | Fuji | Fuji | Sendai | Sendai | Sendai | Motegi | Motegi | Punti     |
| ---- | ----------------- | ---- | ---- | ------ | ------ | ------ | ------ | ---- | ---- | ------ | ------ | --------- | --------- | --------- | ---- | ---- | ------ | ------ | ------ | ------ | ------ | --------- |
| 1    | Kazuya Oshima     | 3    | 1    | 1      | 4      | 6      | 9      | 7    | 2    | 2      | 3      | 3         | 2         | 1         | 1    | 1    | Rit    | 3      | Rit    | 2      | 1      | 262 (268) |
| 2    | Roberto Streit    | 4    | 2    | 3      | 1      | 2      | 1      | 4    | 3    | 1      | 4      | 1         | 1         | 6         | 5    | 4    | 1      | 4      | 3      | 1      | 5      | 252 (284) |
| 3    | Oliver Jarvis     | 1    | 3    | 2      | 3      | 1      | 5      | 2    | 5    | 4      | 2      | 2         | 3         | 2         | 3    | 3    | 3      | 1      | 2      | 3      | Rit    | 238 (266) |
| 4    | Hirokai Ishiura   | 2    | 4    | 4      | 2      | 4      | 2      | 1    | 7    | 10     | 8      | 6         | 11        | 4         | 6    | 5    | 2      | 2      | 1      | 4      | 3      | 201 (211) |
| 5    | Koudai Tsukakoshi | 7    | 5    | 5      | 6      | 3      | 4      | 3    | 1    | 3      | 1      | 5         | 5         | Rit       | 2    | 2    | 6      | 8      | 4      | 5      | 8      | 182 (192) |
| 6    | Takuya Izawa      | Rit  | 8    | 7      | 8      | 5      | 3      | 5    | 4    | 9      | 6      | 4         | 4         | 3         | 4    | 6    | Rit    | 5      | 7      | Rit    | 6      | 120 (122) |
| 7    | Yuhi Sekiguchi    | 5    | 9    | 6      | 7      | 7      | 7      | 6    | 6    | 7      | 5      | 7         | 6         | 5         | 8    | 12   | Rit    | 6      | 5      | 7      | 2      | 101 (106) |
| 8    | Hironobu Yasuda   | 8    | 7    | Rit    | 9      | 9      | 8      | 8    | 10   | 5      | 7      | 8         | 7         | 10        | 7    | 7    | 4      | 10     | 6      | 6      | 4      | 76 (79)   |
| 9    | Yuki Nakayama     | Rit  | Rit  | 10     | 11     | 10     | Rit    | 10   | 11   | 8      | 9      | 9         | 8         | 7         | 11   | 9    | 5      | 7      | Rit    | Rit    | 7      | 35        |
| 10   | Marko Asmer       | 6    | 6    | 9      | 5      |        |        | 11   | 8    | 6      | Rit    |           |           |           |      |      |        |        |        |        |        | 31        |
| 10   | Kōki Saga         | 9    | 10   | 8      | 10     | 11     | 10     | 9    | 9    | 12     | 10     | 10        | 10        | 8         | 10   | 10   | 7      | 9      | 8      | 8      | Rit    | 31 (32)   |
| 12   | Motoaki Ishikawa  | 10   | 11   | 11     | 12     | 12     | 11     | 12   | 12   | 11     | 11     | 12        | Rit       | 11        | 12   | 11   | 8      | 11     | 9      | 9      | 9      | 10        |
| 13   | Ben Clucas        |      |      |        |        | 8      | 6      |      |      |        |        |           |           |           |      |      |        |        |        |        |        | 9         |
| 13   | Taku Banba        |      |      |        |        |        |        |      |      |        |        | 11        | 9         | 9         | 9    | 8    |        |        |        |        |        | 9         |